# 15 Vol. 1
15 Vol. 1 je kompilace nejlepších písniček Arakainu vydané u příležitosti 15. výročí kapely. S tímto CD vyšlo ještě CD 15 Vol. 2.

## Seznam skladeb
1. M jako metal (1983)
2. Zdař Bůh (1984)
3. Chorál (1985)
4. Ztráty a nálezy (1986)
5. Rebel (1986)
6. Den potom (1987)
7. Excalibur (1987)
8. Proč? (1987)
9. Ku-Klux-Klan (1987)
10. Pán bouře (1987)
11. Kamennej anděl (1990)
12. Kolonie termitů (1992)
13. Ukolébavka (1992)
14. Marilyn (1993)
15. Adrian (1995)
16. Duše (1996)
17. Ghetto (1996)